# История одного подзатыльника
«История одного подзатыльника» — советский короткометражный телевизионный художественный фильм режиссёра Владимира Бычкова, снят на ТО «Экран» в 1980 году по сценарию Ивана Киасашвили.

## Сюжет
Фильм снят в жанре социально-педагогического кинофельетона.
Николаю Ивановичу, папе Славика Козлова, не нравится, что сын прохладно относится к точным наукам, отдавая предпочтение музыке; для закрепления учебного материала отец изредка отпускает сыну родительские подзатыльники.
Старый друг семьи Козловых дядя Митя посылает на телевидение письмо, где от имени Николая Ивановича уверяет редакцию в полезности родительского наказания. На следующий день о педагогических методах Козлова-старшего узнаёт весь город.
Против отцовских подзатыльников встают все знакомые Николая Ивановича. Проведя несколько дней в тяжёлых раздумьях и поговорив откровенно с дядей Митей, Николай Иванович изменяет своё отношение к воспитанию сына.
Новую жизнь он начинает с того, что дарит Славику трубу.

## В ролях
- Женя Лившиц — Славик Козлов
- Альберт Филозов — Николай Иванович Козлов, папа Славика
- Павел Кормунин — Дмитрий Лаврович, друг семьи Козловых
- Игорь Косухин — Пётр Николаевич, председатель завкома
- Евгений Тетерин — дедушка Славика
- Наталья Каширина — Клава, мама Славика
- Марина Гаврилко — соседка Козловых
- Надежда Самсонова — соседка Козловых
- Лидия Королёва — соседка Козловых
- Вячеслав Гостинский — телеведущий
- Яков Беленький — прохожий с собакой
- Георгий Милляр — фокусник, прадедушка Димы Бугаева
- Леонид Серебренников — певец

Озвучивание:
- Зиновий Гердт — читает текст
- Евгений Тетерин — телеведущий, зачитывает письмо (роль Вячеслава Гостинского)

## Съёмочная группа
- Автор сценария: Иван Киасашвили
- Режиссёр-постановщик: Владимир Бычков
- Оператор-постановщик: Валерий Шаров
- Композитор: Анатолий Быканов
- Исполнитель песен: Леонид Серебренников
- Текст песен: Пётр Синявский